# Chile Open 2025
Chile Open 2025, oficiálně  Movistar Chile Open 2025, byl tenisový turnaj na mužském profesionálním okruhu ATP Tour, hraný v Tenisovém komplexu Maria Caracciho Onetta, součásti Clubu Universidad Católica v San Carlosu de Apoquindo. Dvacátý sedmý ročník Chile Open probíhal mezi 24. únorem a 2. březnem 2025 v chilské metropoli Santiagu na antukových dvorcích.
Turnaj dotovaný 710 735 dolary patřil do kategorie ATP Tour 250. Nejvýše nasazeným singlistou se stal dvacátý šestý tenista světa Francisco Cerúndolo z Argentiny, který dohrál v semifinále. Jako poslední přímý účastník do dvouhry nastoupil portugalský 109. hráč žebříčku Jaime Faria. V důsledku invaze Ruska na Ukrajinu na konci února 2022 řídící organizace tenisu ATP, WTA a ITF s grandslamy rozhodly, že ruští a běloruští tenisté mohli dále na okruzích startovat, ale do odvolání nikoli pod vlajkami Ruska a Běloruska.
Třetím singlovým titulem na okruhu ATP Tour se 29letý Srb Laslo Djere vrátil do první stovky žebříčku. Čtyřhru ovládli Kolumbijec Nicolás Barrientos s Indem Rithvikem Čoudarym Bollípallim, kteří získali první společnou trofej.

## Rozdělení bodů a finančních odměn

### Rozdělení bodů
| Soutěž  | Soutěž      | vítězové | finalisté | semifinalisté | čtvrtfinalisté | 16 v kole | 32 v kole | Q  | Q2 | Q1 |
| ------- | ----------- | -------- | --------- | ------------- | -------------- | --------- | --------- | -- | -- | -- |
| dvouhra | [ 3 ] [ 7 ] | 250      | 165       | 100           | 50             | 25        | 0         | 13 | 7  | 0  |
| čtyřhra | [ 8 ]       | 250      | 150       | 90            | 45             | 0         | —         | —  | —  | —  |

### Finanční odměny
| Soutěž                                | Soutěž      | vítězové  | finalisté | semifinalisté | čtvrtfinalisté | 16 v kole | 32 v kole | Q2      | Q1      |
| ------------------------------------- | ----------- | --------- | --------- | ------------- | -------------- | --------- | --------- | ------- | ------- |
| dvouhra                               | [ 3 ] [ 7 ] | 103 455 $ | 60 350 $  | 35 480 $      | 20 555 $       | 11 935 $  | 7 295 $   | 3 550 $ | 1 935 $ |
| čtyřhra                               | [ 8 ]       | 35 980 $  | 19 330 $  | 11 310 $      | 6 270 $        | 3 700 $   | —         | —       | —       |
| částky ve čtyřhře jsou uvedeny na pár |             |           |           |               |                |           |           |         |         |

## Dvouhra mužů

### Nasazení

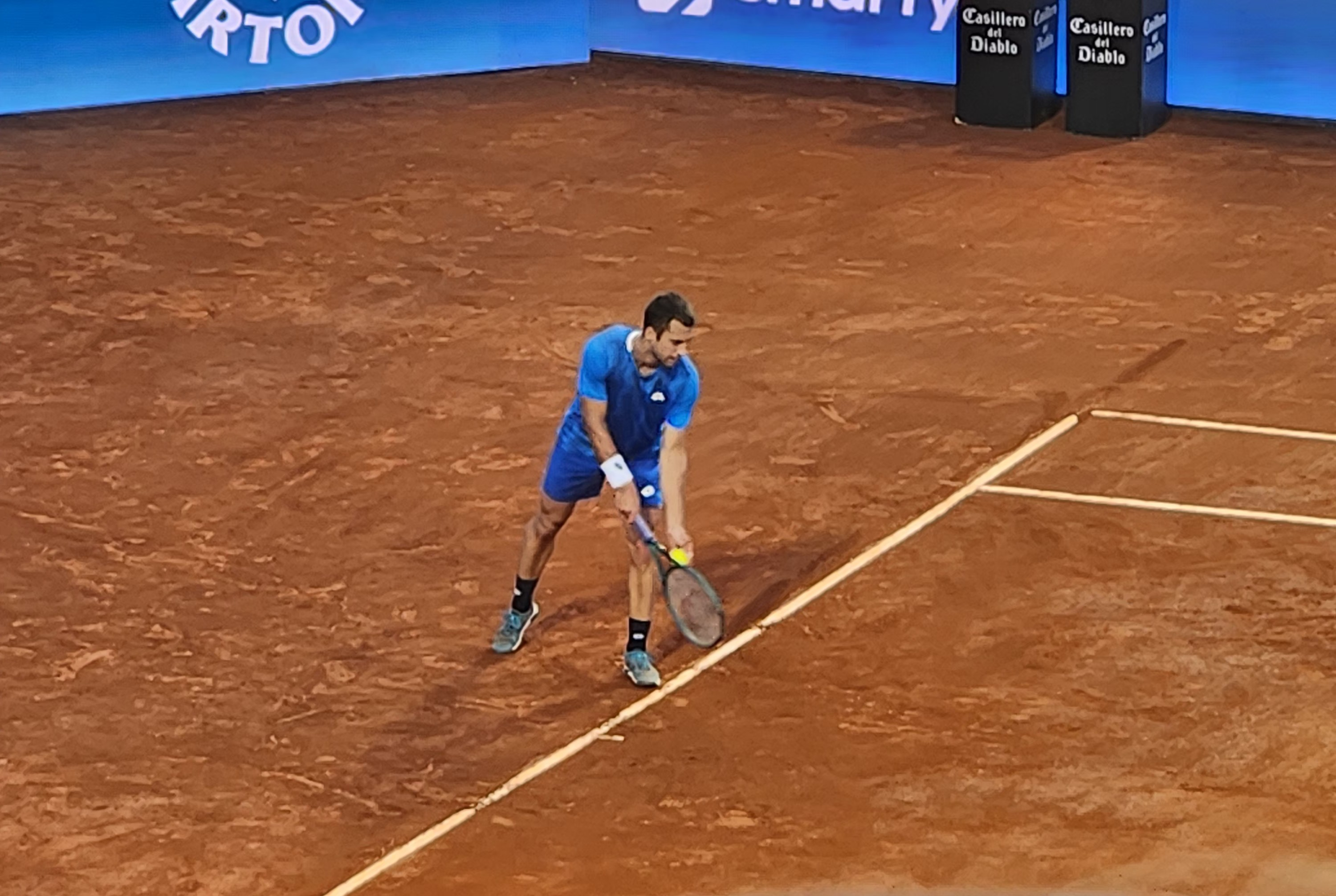
Vítězný Srb Laslo Djere ve finále

| Stát                          | Hráč                    | ATP | Nasazení |
| ----------------------------- | ----------------------- | --- | -------- |
| Argentina                     | Francisco Cerúndolo     | 26. | 1.       |
| Chile                         | Alejandro Tabilo        | 28. | 2.       |
| Argentina                     | Sebastián Báez          | 31. | 3.       |
| Španělsko                     | Pedro Martínez          | 37. | 4.       |
| Argentina                     | Tomás Martín Etcheverry | 43. | 5.       |
| Argentina                     | Mariano Navone          | 46. | 6.       |
| Chile                         | Nicolás Jarry           | 47. | 7.       |
| Itálie                        | Luciano Darderi         | 61. | 8.       |
| Žebříček ATP k 17. únoru 2025 |                         |     |          |

### Jiné formy účasti
Následující hráčí obdrželi divokou kartu do hlavní soutěže:
- Tomás Barrios Vera
- Ignacio Buse
- Cristian Garín

Následující hráči postoupili z kvalifikace:
- Juan Manuel Cerúndolo
- Juan Pablo Ficovich
- Gustavo Heide
- Felipe Meligeni Alves

### Odhlášení
před zahájením turnaje
- Fabio Fognini → nahradil jej  Camilo Ugo Carabelli
- Jaume Munar → nahradil jej  Federico Coria
- Francesco Passaro → nahradil jej  Yannick Hanfmann

## Mužská čtyřhra

### Nasazení
| Stát                                                                                   | Hráč             | Stát       | Hráč              | ATP  | Nasazení |
| -------------------------------------------------------------------------------------- | ---------------- | ---------- | ----------------- | ---- | -------- |
| Argentina                                                                              | Máximo González  | Argentina  | Andrés Molteni    | 60.  | 1.       |
| Brazílie                                                                               | Rafael Matos     | Brazílie   | Marcelo Melo      | 71.  | 2.       |
| Argentina                                                                              | Guido Andreozzi  | Francie    | Théo Arribagé     | 110. | 3.       |
| Portugalsko                                                                            | Francisco Cabral | Nizozemsko | Jean-Julien Rojer | 120. | 4.       |
| Žebříček ATP k 17. únoru 2025; číslo je součtem žebříčkového postavení obou členů páru |                  |            |                   |      |          |

### Jiné formy účasti
Následující páry obdržely divokou kartu do hlavní soutěže:
- Tomás Barrios Vera /  Ignacio Buse
- Fernando Romboli /  Matías Soto

Následující pár nastoupil z pozice náhradníka:
- Román Andrés Burruchaga /  Thiago Agustín Tirante

### Odhlášení
před zahájením turnaje
- Robert Cash /  JJ Tracy → nahradili je  Marcelo Demoliner /  Marcelo Zormann
- Pedro Martínez /  Jaume Munar → nahradili je  Íñigo Cervantes /  Pedro Martínez
- Rafael Matos /  Marcelo Melo → nahradili je  Román Andrés Burruchaga /  Thiago Agustín Tirante
- Francesco Passaro /  Alexandr Ševčenko → nahradili je  Jaime Faria /  Alexandr Ševčenko

## Přehled finále

### Mužská dvouhra
- Laslo Djere vs.  Sebastián Báez, 6–4, 3–6, 7–5

### Mužská čtyřhra
- Nicolás Barrientos /  Rithvik  Čoudary Bollípalli vs.  Máximo González /  Andrés Molteni, 6–3, 6–2